# Sua Maestà il re degli straccioni
Sua Maestà il re degli straccioni o S. M. il Re degli straccioni (Prinz und Bettelknabe) è un film muto del 1920 diretto da Alexander Korda.
Per la prima volta ad interpretare il doppio ruolo di protagonista fu chiamato in questo film austriaco un attore bambino, l'ungherese Tibor Lubinszky, che ad undici anni poteva già vantare una carriera di tutto rispetto nel cinema.

## Produzione
Il film fu prodotto dalla Sascha-Film.

## Distribuzione
Distribuito dall'Universum Film (UFA), il film fu presentato in prima a Vienna il 19 novembre 1920. Era conosciuto anche con i titoli Königsohn und Bettelknabe e Seine Majestät das Bettelkind. In Finlandia, uscì in sala il 5 dicembre 1921; negli USA il 13 agosto 1922, distribuito dall'American Releasing Co. con il titolo The Prince and the Pauper. E, nel Regno Unito, dalla Pathé Pictures International, il 21 aprile 1924.